# Печать Массачусетса
Печать штата Массачусетс (англ. Seal of Massachusetts) — один из государственных символов штата Массачусетс, США.
На печати в центре на синем щите изображён индеец алгонкин с луком и стрелами. Щит окружён лентой с девизом на латыни: «Еnse petit placidam sub libertate quietem» (лат. «С мечом в руках мы жаждем мира, мира под сенью свободы»). По кругу идет надпись «Sigillum Reipublicae Massachusettensis» (лат. «Содружество Массачусетс»). Иногда используется печать, где данная фраза написана по-английски.
Государственная печать штата применяется для скрепления различных официальных документов правительства штата и его законодательного собрания. Эмблема печати широко используется на правительственных зданиях, транспортных средствах и других объектах для обозначения их принадлежности к органам государственного управления штата Массачусетс. Изображение печати присутствует на флаге штата Массачусетс.

## Символика
Фигура индейца символизирует коренных жителей штата — племя алгонкинов, опущенная остриём вниз стрела — мирные намерения индейца, звезда говорит, что Массачусетс входит в число первых тринадцать штатов, образовавших США. 

## История
Первый вариант герба появился в 1775 году. В 1898 году художник Эдмунд Гаррет (Edmund H. Garrett) на его основании разработал печать штата.